# Marsaxlokk
Marsaxlokk – jedna z jednostek administracyjnych na Malcie. Mieszka tutaj 3 534 osób. Leży naprzeciwko głównego maltańskiego portu przeładunkowego Malta Freeport.

## Turystyka
- Kościół parafialny pw. Matki Bożej Pompei (Parish Church of Our Lady of Pompei) z 1890 roku
- Kaplica Madonny Śniegów (Chapel of the Madonna of the Snows)
- Kaplica św. Pawła (Chapel of St Paul Shipwrecked)
- Kaplica św. Piotra Męczennika (Chapel of St Peter the Martyr)
- Fort Delimara z 1888 roku
- Fort San Lucian budowany w latach 1610–1878
- Fort Tas-Silġ z 1883 roku
- Bateria św. Pawła z 1886 roku
- Bateria Wilġa z 1716 roku
- Bateria Wolseley z 1899 roku
- Wieża Vendôme (Vendôme Tower) z 1715 roku
- Delimara Lighthouse, zespół dwóch latarni morskich, z czego jedna historyczna – powstała w 1855 roku
- Tas-Silġ, stanowisko archeologiczne obejmujące pozostałości budowli z okresu od neolitu do IV wieku
- Świątynia Xrobb l-Għaġin, pozostałości megalitycznej świątyni
- Villa Agius Catania

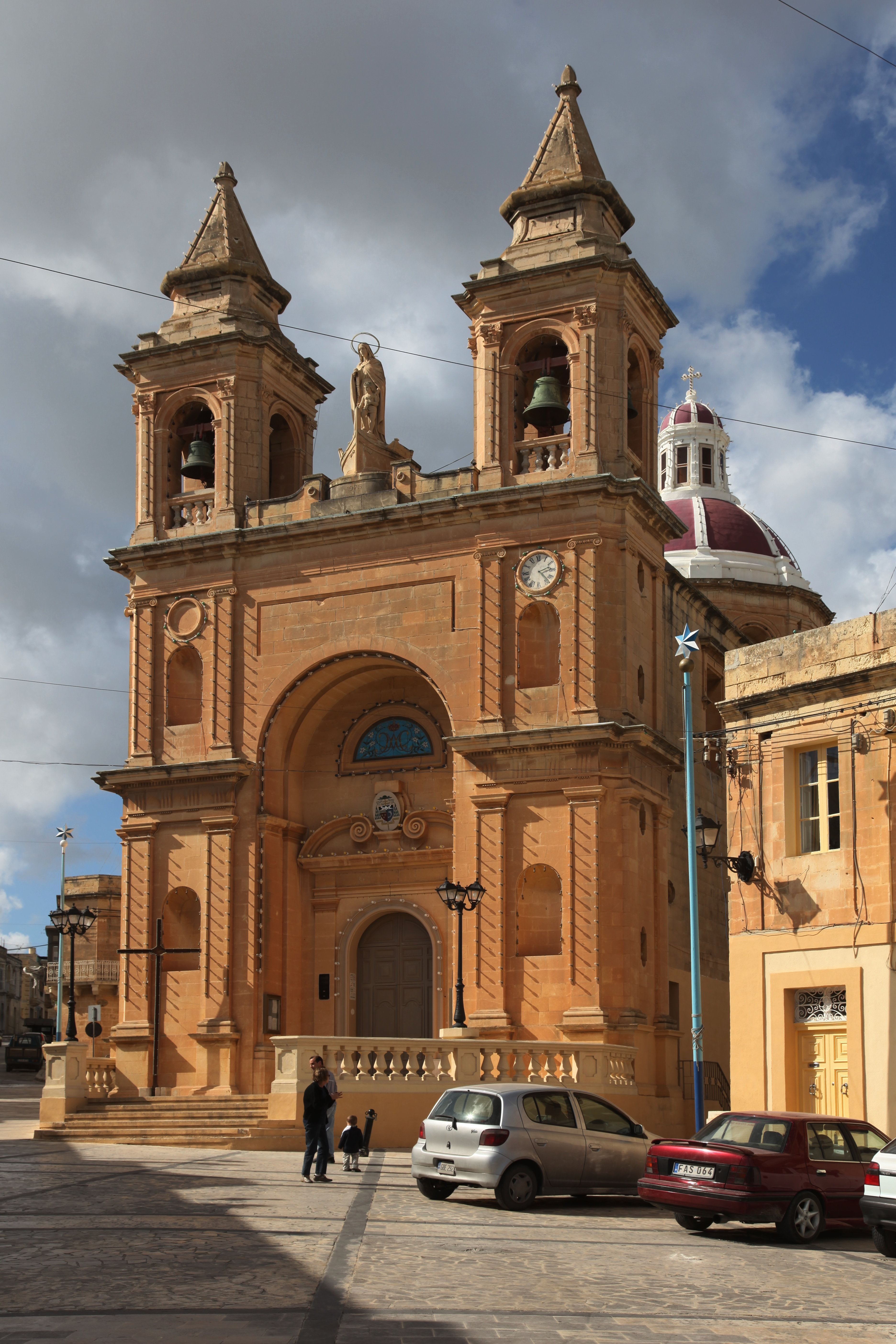
Kościół parafialny pw. Matki Bożej Pompei
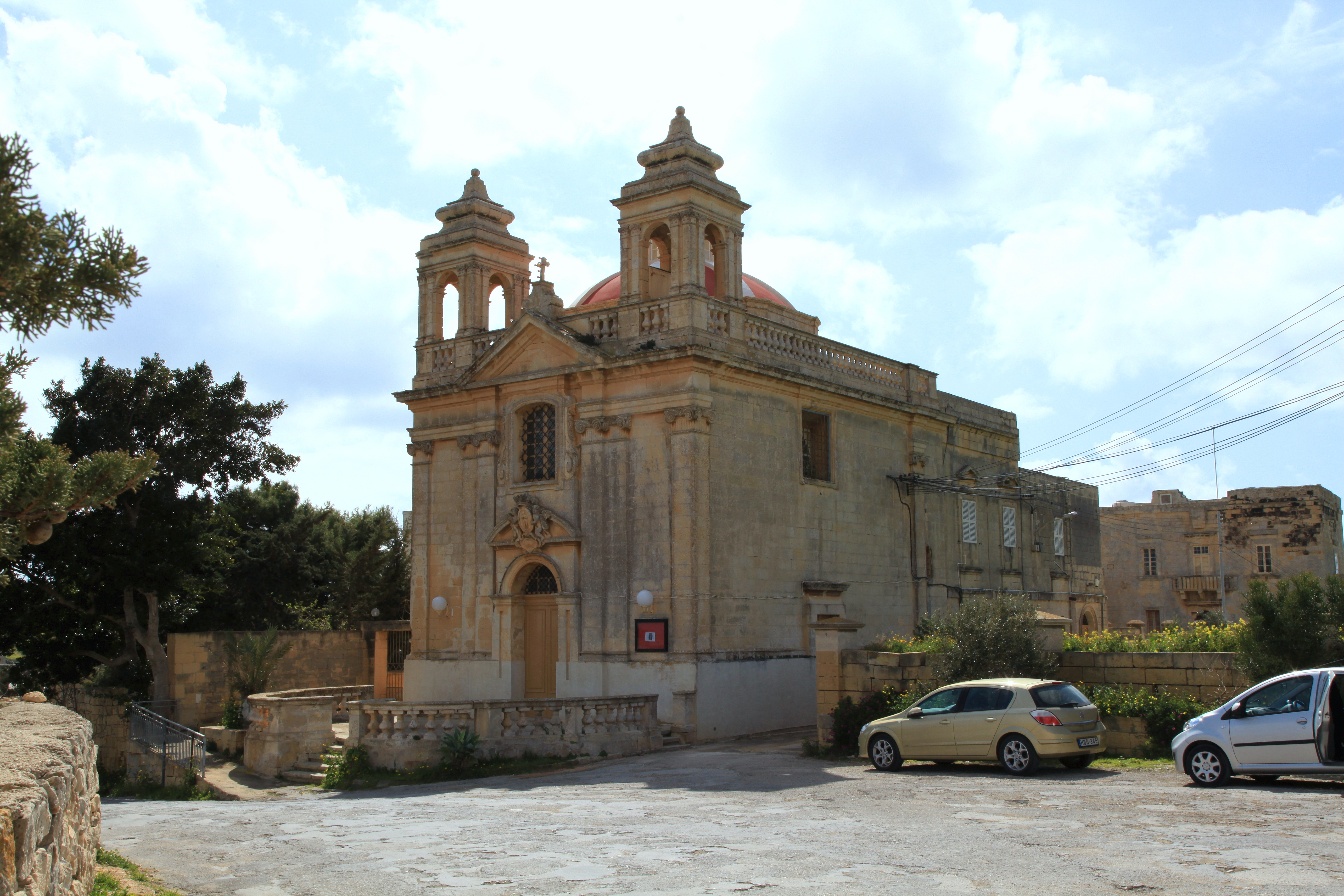
Kaplica Madonny Śniegów
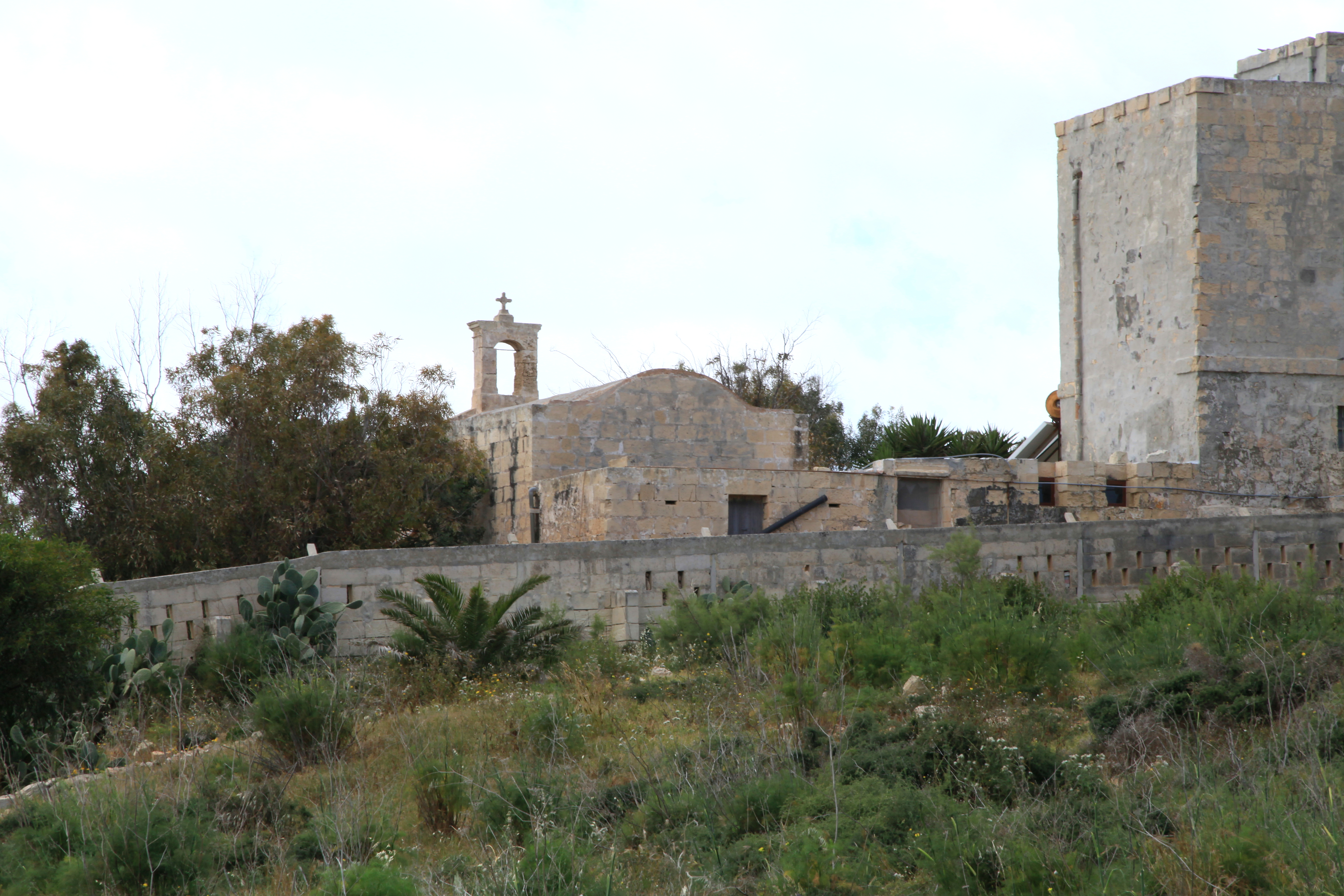
Kaplica św. Pawła
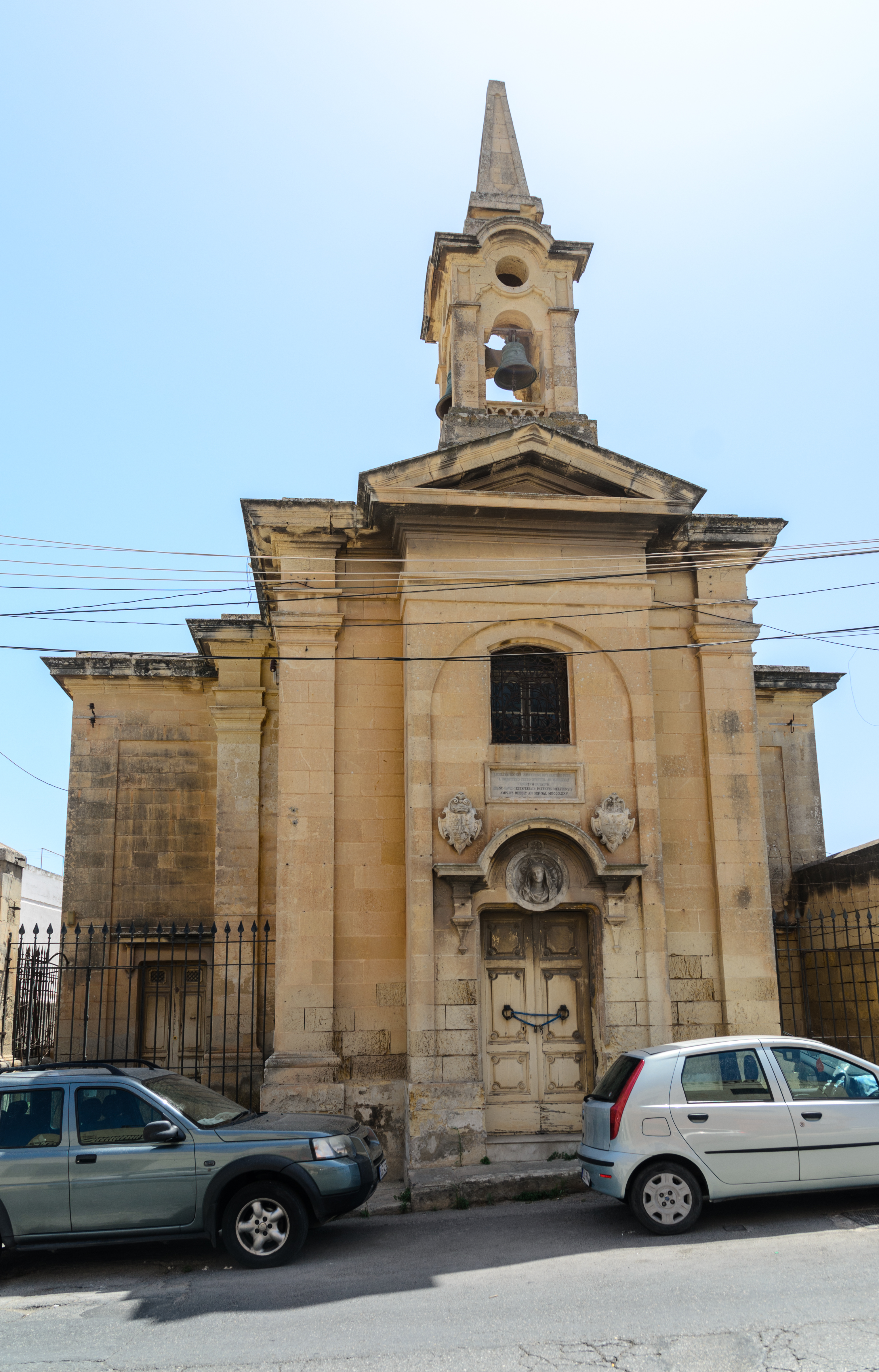
Kaplica św. Piotra Męczennika
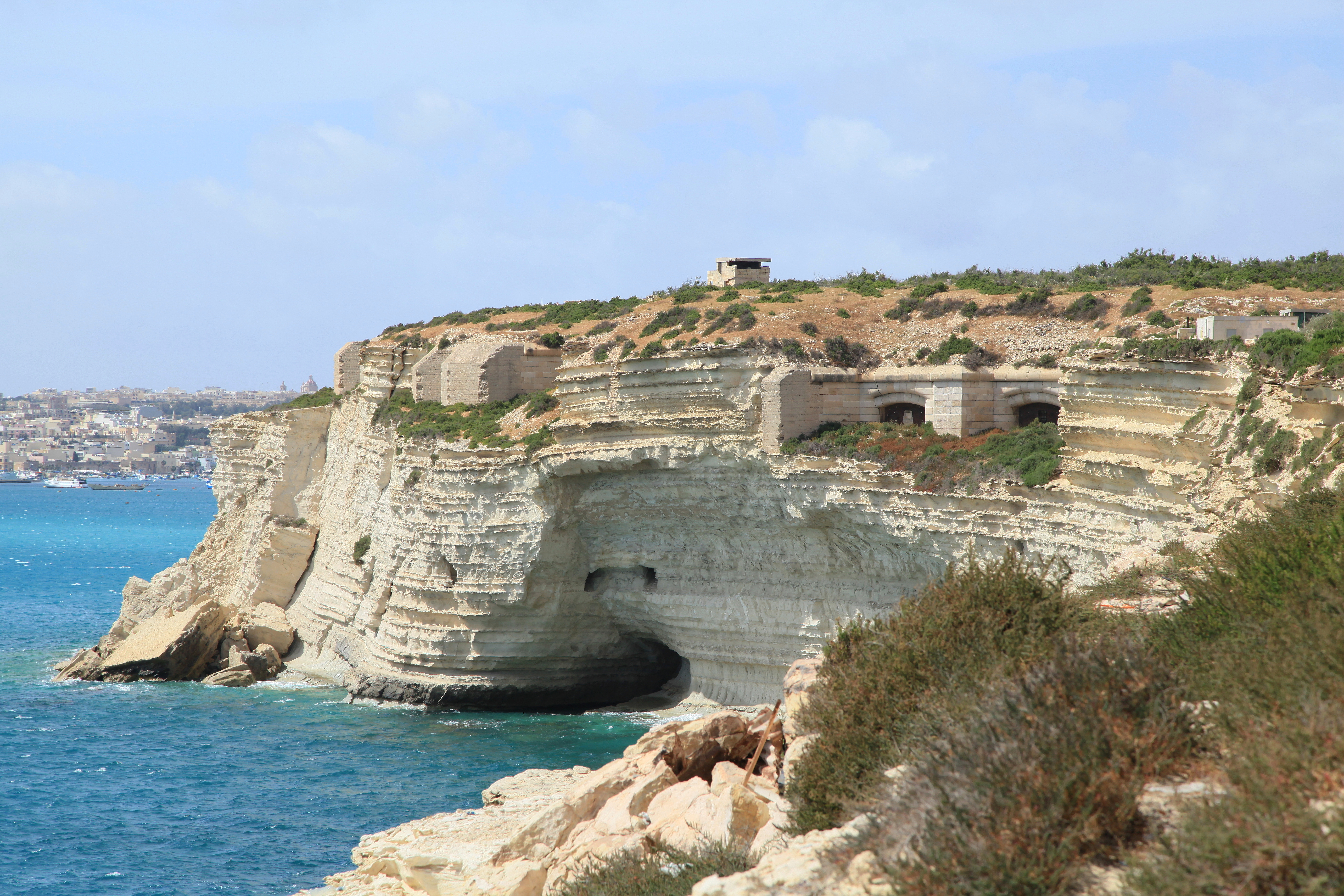
Fort Delimara
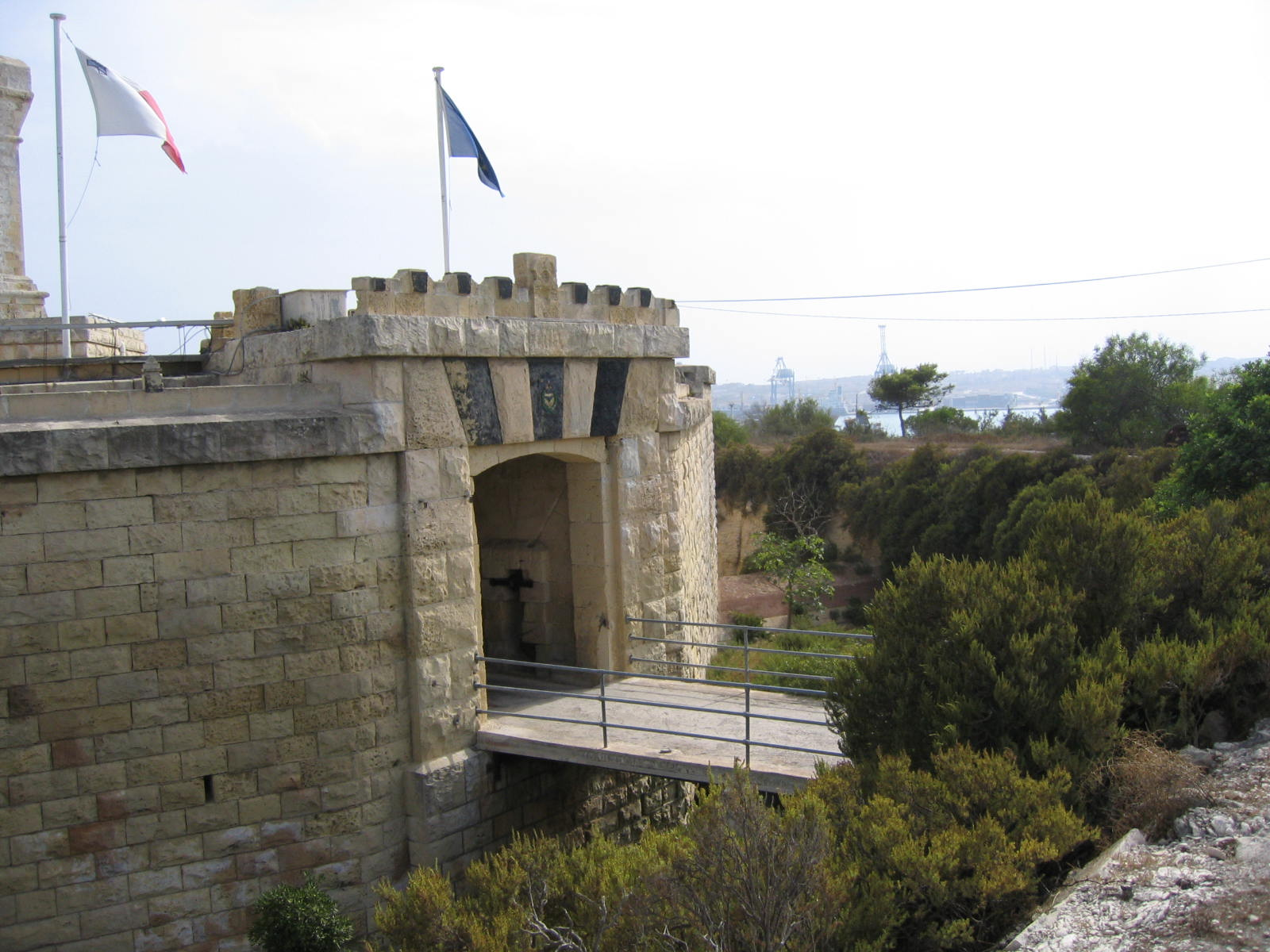
Wejście do Fortu San Lucian
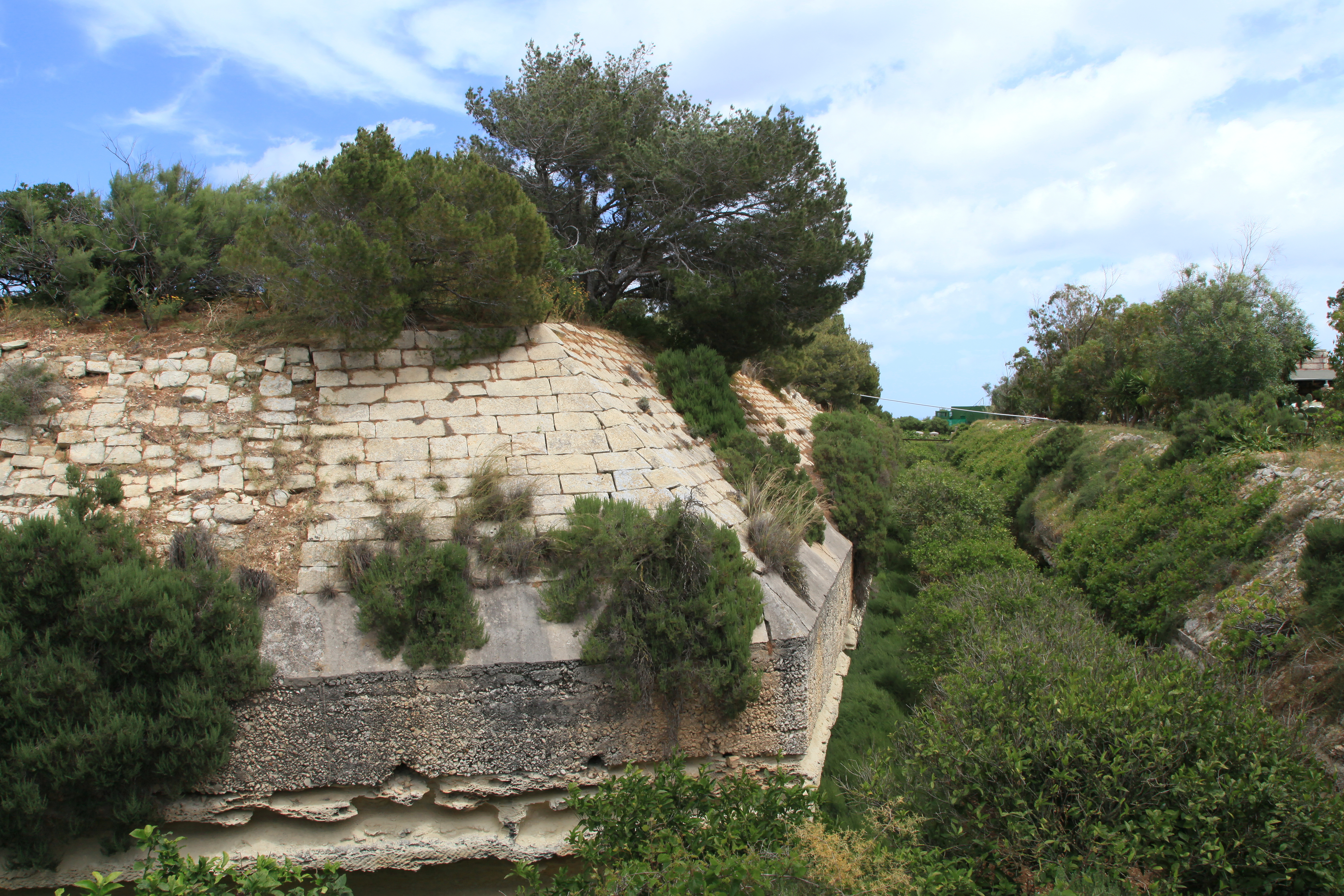
Fort Tas-Silġ
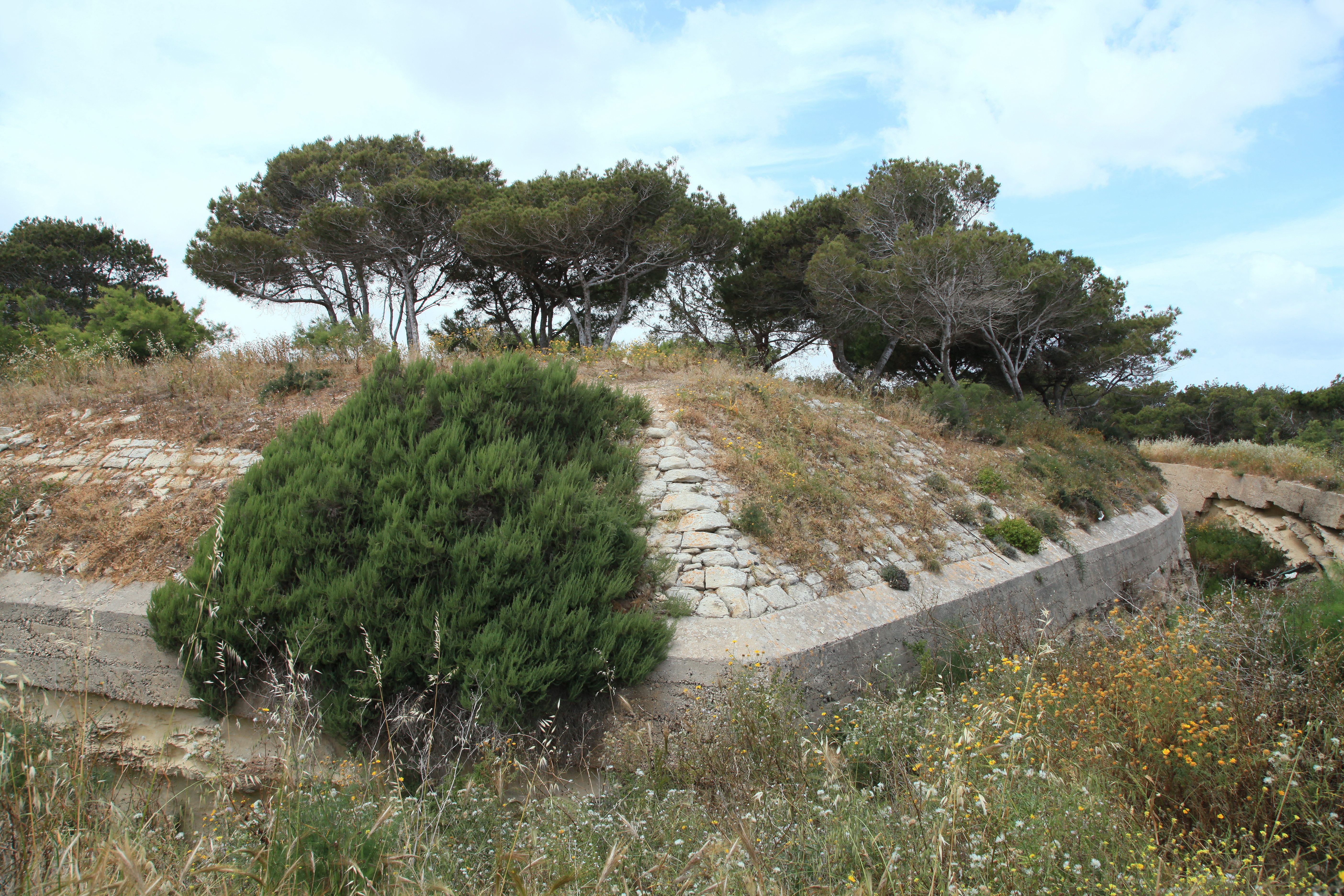
Bateria św. Pawła
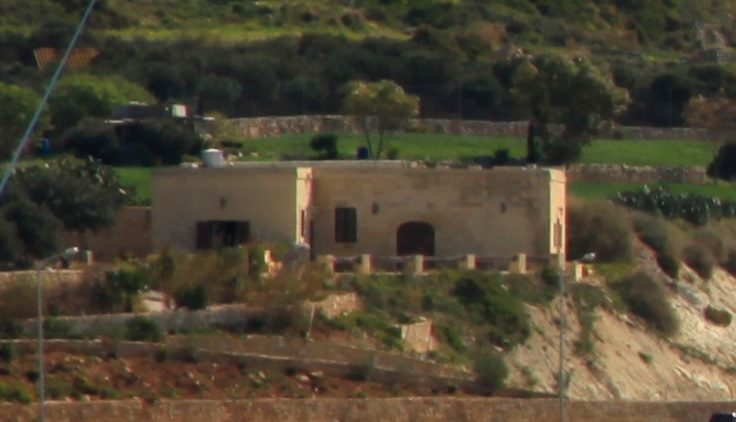
Bateria Wilġa
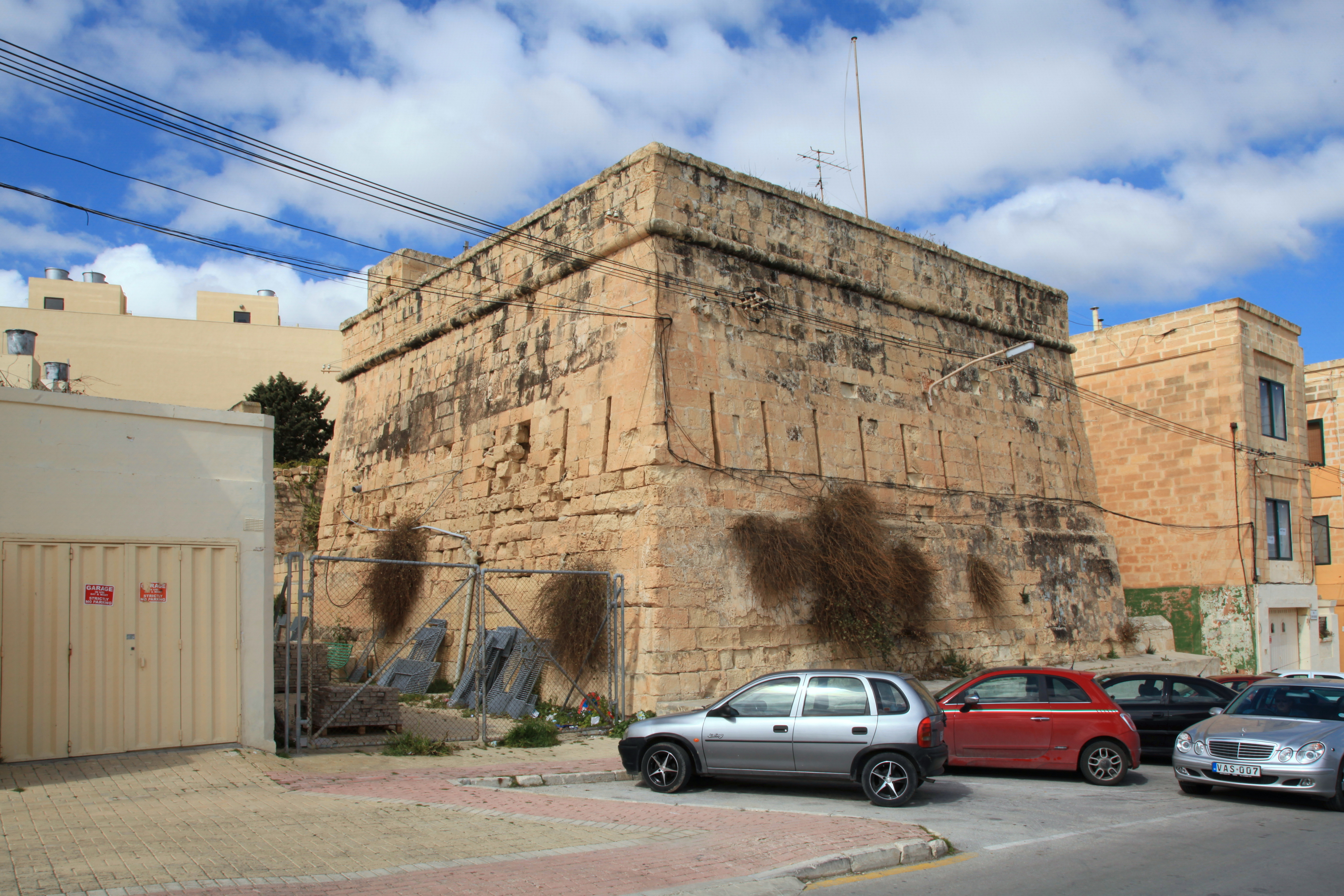
Wieża Vendôme
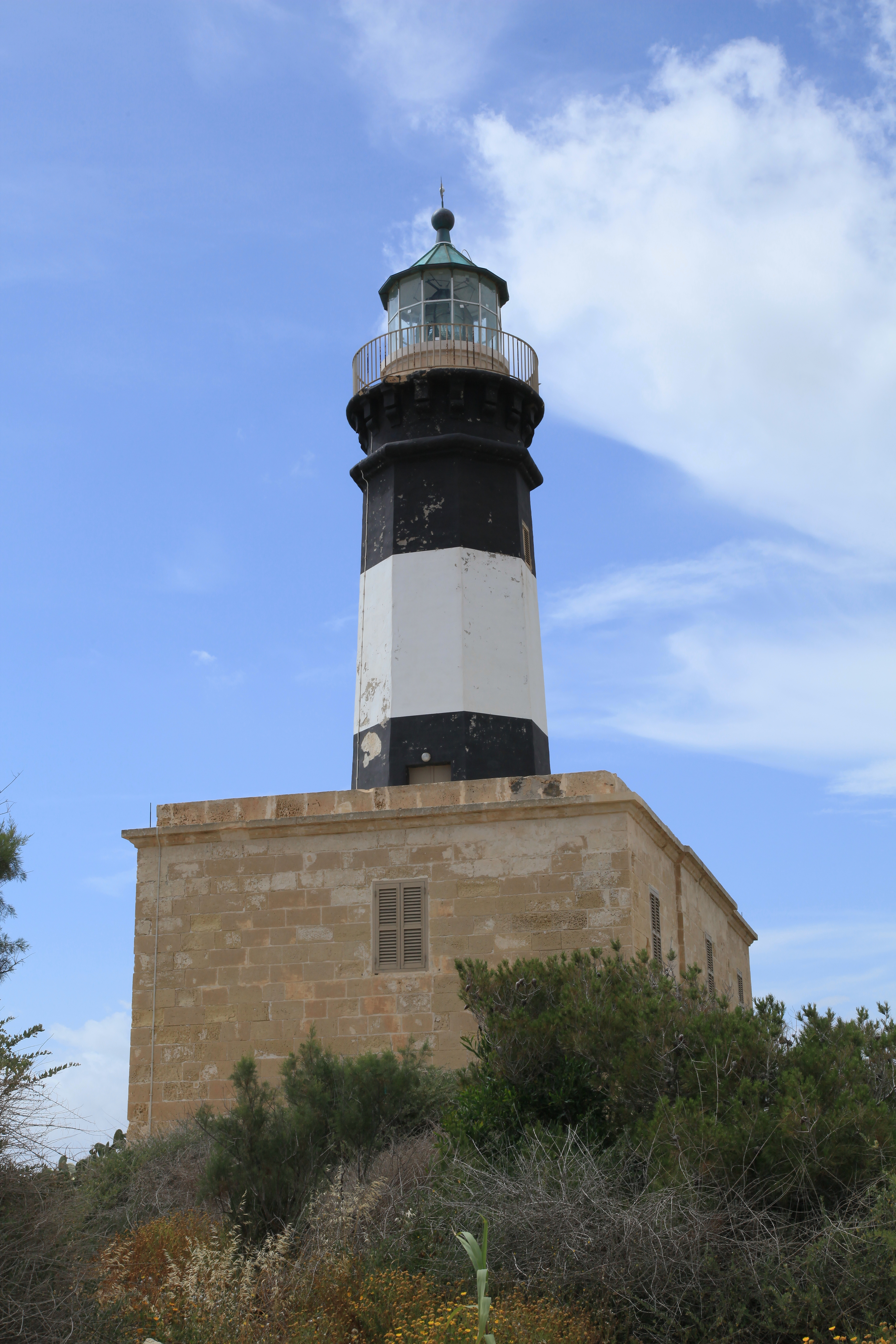
Delimara Lighthouse
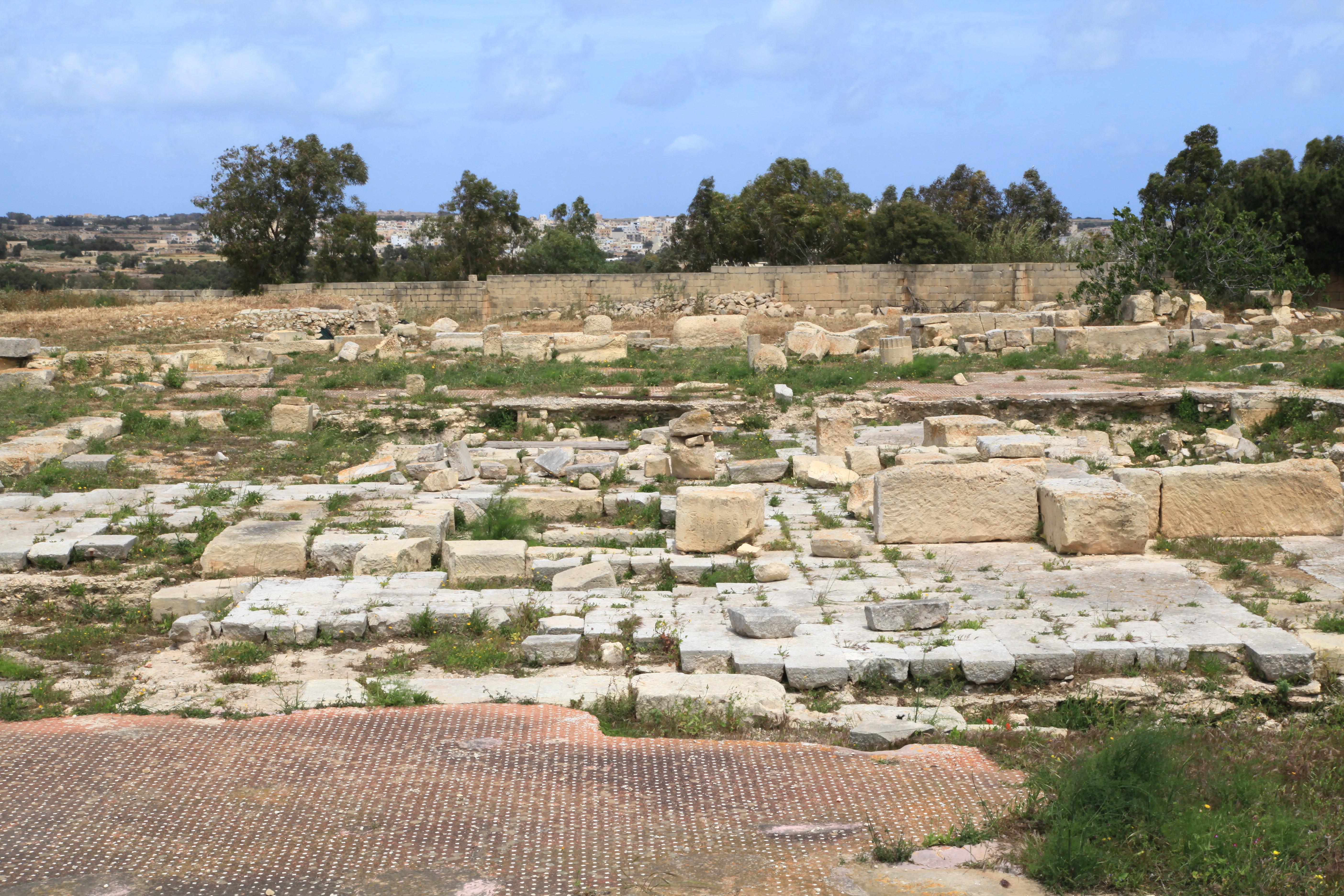
Tas-Silġ
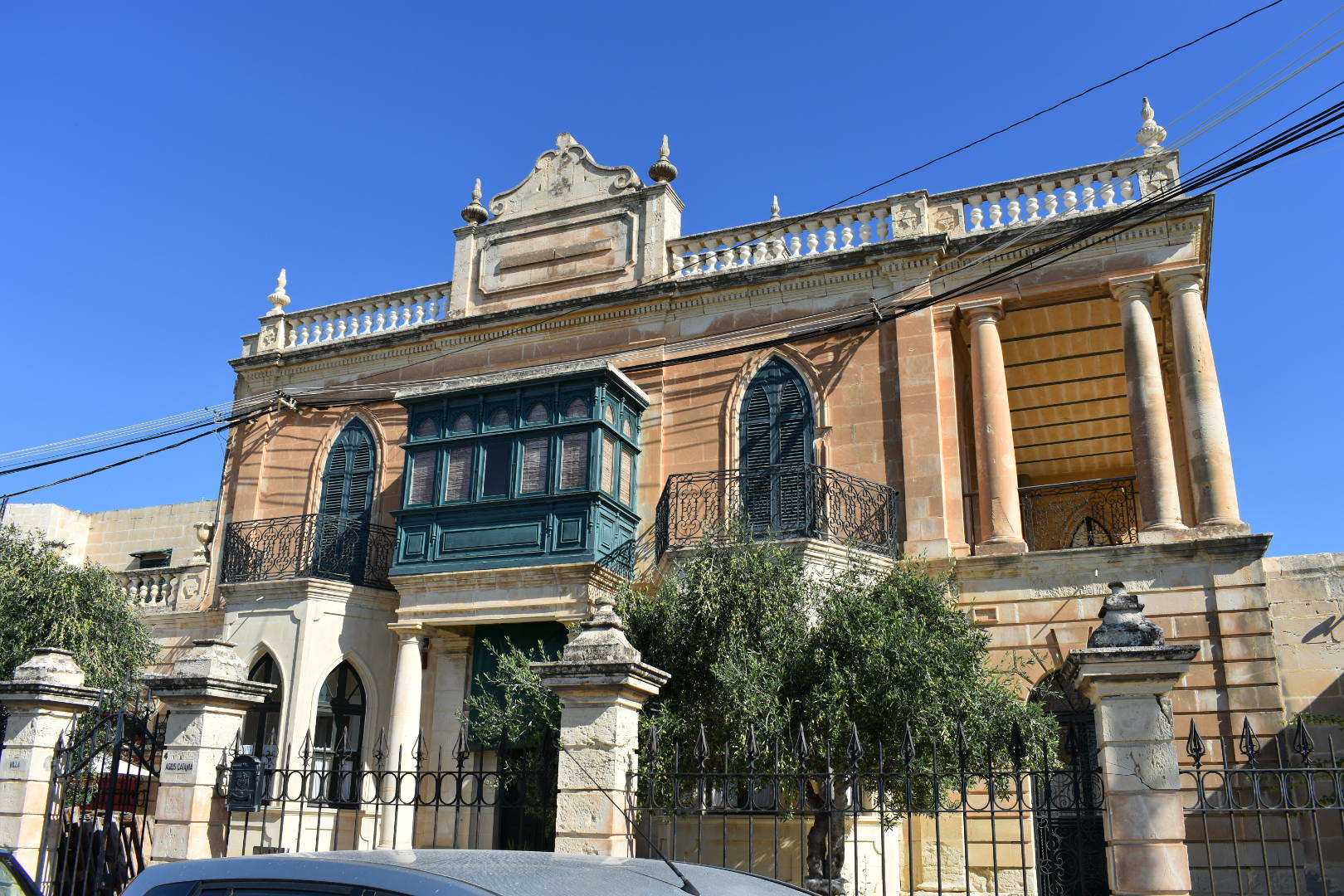
Villa Agius Catania
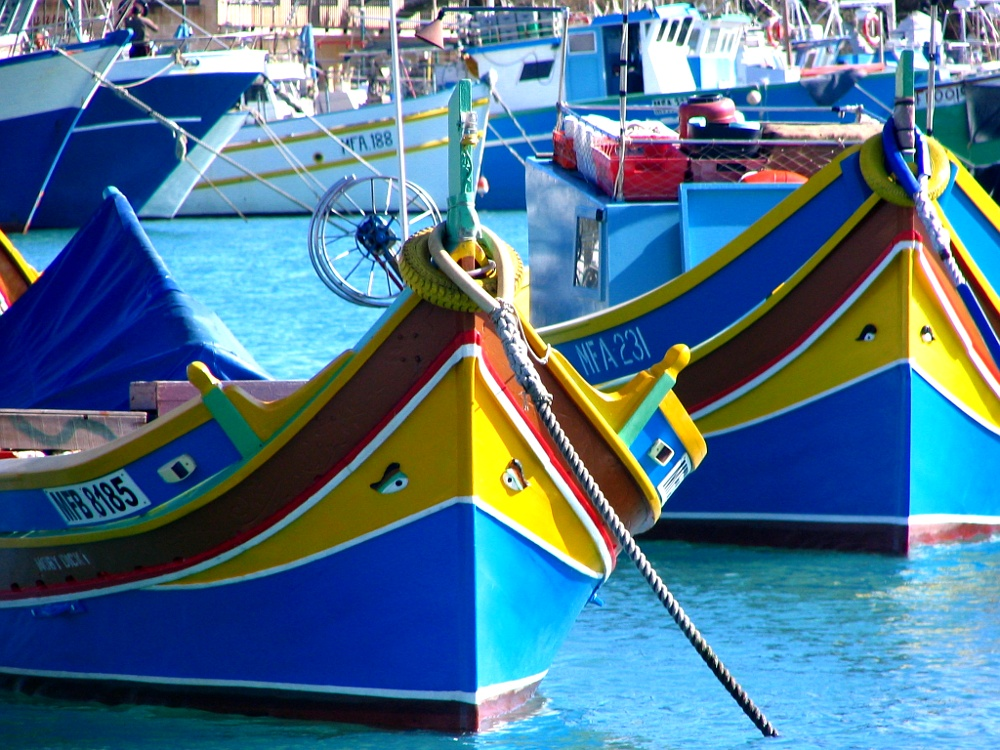
Luzzu w Marsaxlokk

## Sport
W miejscowości funkcjonuje klub piłkarski Marsaxlokk FC. Powstał w 1949 roku. Obecnie gra w Maltese Second Division, trzeciej maltańskiej lidze.